# Artur Żmijewski (acteur)

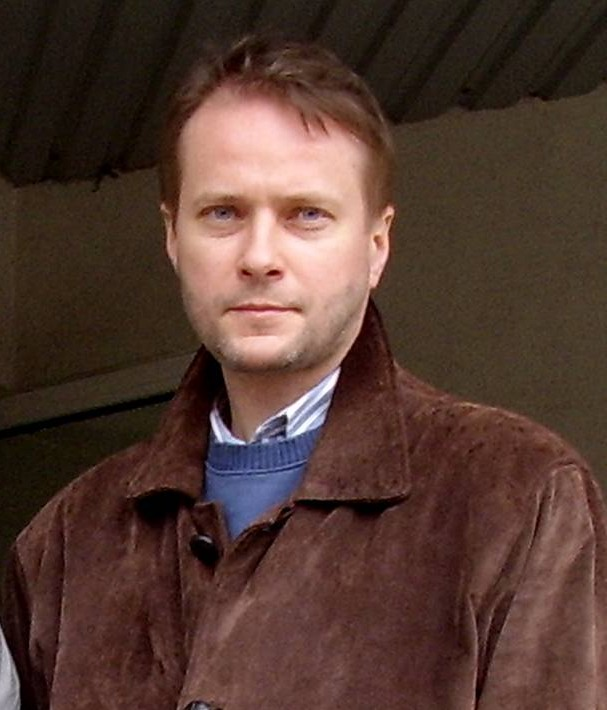
Artur Żmijewski

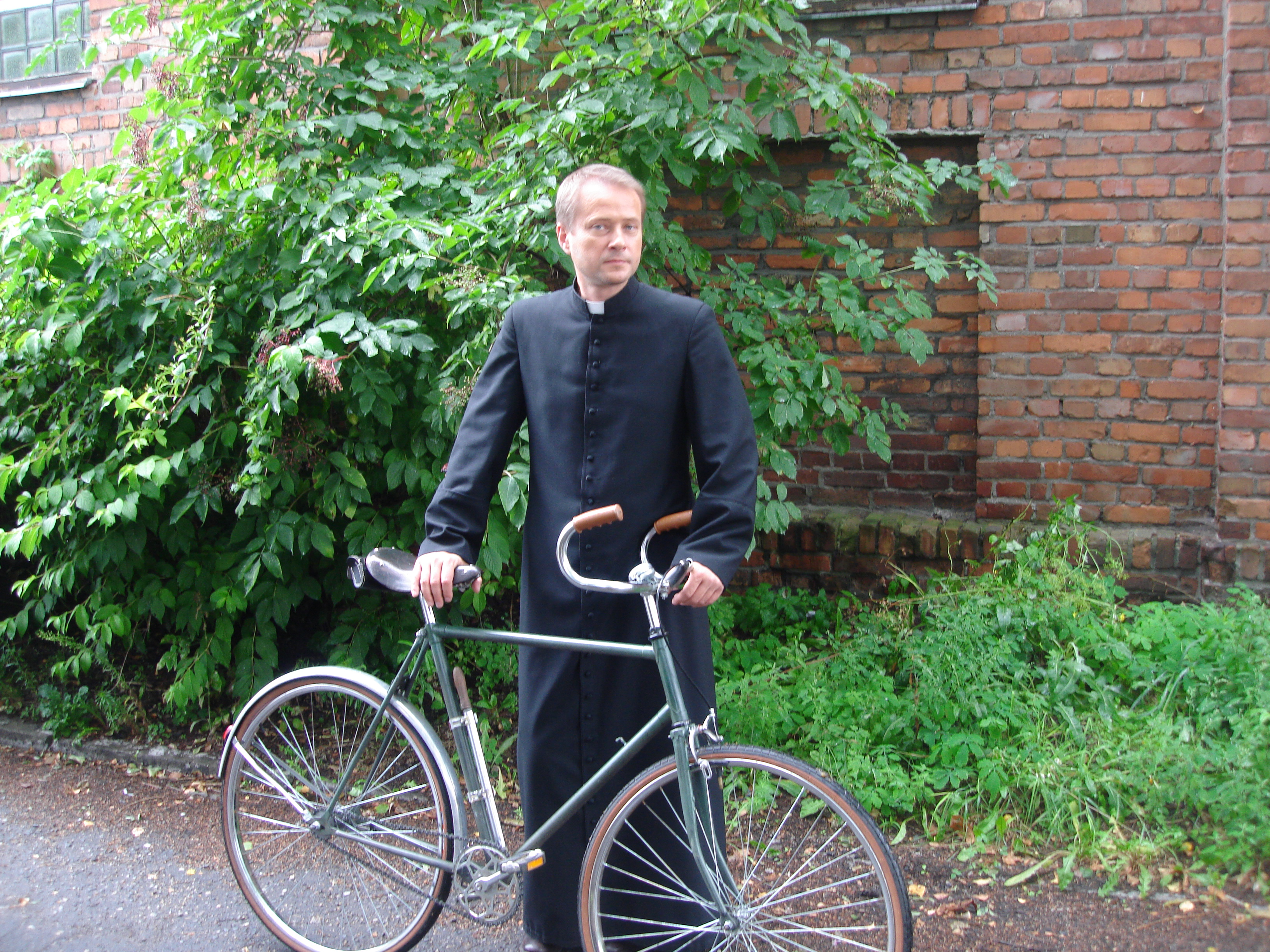
Artur Żmijewski als pastoor Mateusz (in de televisieserie Ojciec Mateusz, 2008)

Artur Żmijewski (Radzymin, 10 april 1966) is een Pools theateracteur, televisieacteur, filmacteur, stemacteur en regisseur.

## Levensloop
Żmijewski studeerde in 1990 af aan de theateracademie Aleksander Zelwerowicz in Warschau.
In 1984 debuteerde hij op het grote scherm in een kleine rol in de film van Ludmiła Niedbalska getiteld Dzień czwarty. In 1989 had hij zijn eerste hoofdrollen: Gustaw-Konrad in het drama Lawa van Tadeusz Konwicki, en Tomasz in de film Stan posiadania van Krzysztof Zanussi.
In de jaren 1989-1991 speelde hij in het Moderne Theater in Warschau, in de jaren 1991-1992 in het Theater Ateneum in Warschau en ook in het Theater Scena Prezentacje in Warschau. In de jaren 1998-2010 speelde hij in het Nationale Theater in Warschau.
Grote bekendheid kreeg hij in Polen met de rol van Jakub Burski, chirurg en voormalig hoofdarts van de afdeling spoedeisende hulp in de TVP2-serie Na dobre i na złe (1999-2012), voor welke hij een Telekamera (vergelijkbaar met de Televizier-Ring) ontving in de categorie acteur (2001-2003) en Złota Telekamera in 2004.
Vanaf 2007 is hij ambassadeur van UNICEF.
Vanaf 2008 speelt hij de titulaire hoofdrol van pastoor Mateusz Żmigrodzki in de TVP1-serie Ojciec Mateusz (Pools voor pastoor Mateusz).
Vanaf 2009 is hij ereburger van de stad Legionowo. Hij heeft een vrouw, Paulina, en drie kinderen.

## Filmografie
- 2020-heden: Królestwo kobiet, als Robert Klin
- 2020: Ojciec Mateusz, als Eryk Rumer, dubbelganger van pastoor Mateusz (afleveringen 300 en 301)
- 2020: Psy 3. W imię zasad, als Radosław Wolf
- 2019: Czarny mercedes, als advocaat Karol Holzer
- 2019: Lepsza połowa, als Marek
- 2019: Odwróceni. Ojcowie i córki, als Paweł Sikora (afleveringen 1-8)
- 2018: Solid Gold, als man
- 2018-heden: Chyłka, als Piotr Langer senior
- 2018: Dom pełen życia, als Stefan Malinowski
- 2018-heden: W rytmie serca, als Edward Wilczyński, vader van Adam
- 2017: Atak paniki, als Andrzej
- 2017: Najlepszy, als vader van Jerzy
- 2016: Pitbull. Niebezpieczne kobiety, als "Szelka", man van Jadzia
- 2014: Kamienie na szaniec, als Stanisław Bytnar, vader van Jan "Rudy" Bytnar
- 2014: Piąty Stadion, als Marek Nowakowski, oudere broer van Borys
- 2013: Oszukane, als Janusz Szarucki
- 2012: Mój rower, als Paweł Starnawski
- 2010: Mała matura 1947, als Tadeusz Taschke, vader van Ludwik[9]
- 2008-heden: Ojciec Mateusz (televisieserie), als pastoor Mateusz Żmigrodzki
- 2008: Złodziej w sutannie, als pastoor Wójcik
- 2007: Świadek koronny, als politieagent Paweł Sikora
- 2007: Odwróceni, als politieagent Paweł Sikora
- 2007: Katyń, als kapitein Andrzej van 8 Pułk Ułanów Księcia Józefa Poniatowskiego
- 2006: Wszyscy jesteśmy Chrystusami, als vriend van Adaś uit "Jutrzenki" uit de jeugd
- 2006: Tylko mnie kochaj, als Adam
- 2006: Fałszerze - powrót Sfory, als Roman Kruk
- 2006: Bezmiar sprawiedliwości, als Jerzy Kuter
- 2004: Nigdy w życiu!, als Adam
- 2004: Ławeczka, als Piotr Kot
- 2002: Sfora, als Roman Kruk, nieuwe medewerker van Olbrycht
- 2001: Miś Kolabo, als politieluitenant
- 2001: W pustyni i w puszczy, als Władysław Tarkowski, vader van Stasiu
- 2000: Wyrok na Franciszka Kłosa, als Aschel
- 2000: Pierwszy milion, als "Likwidator"
- 1999: Pierwszy milion (televisieserie), als Piotr Leja
- 1999: Ostatnia misja, als onderinspecteur Krzysztof Myszkowski, zwager van Sobczak
- 1999: Headquarters: Warsaw, als Karol
- 1999-2012: Na dobre i na złe, als chirurg Jakub Burski
- 1998: Żona przychodzi nocą
- 1998: Złoto dezerterów, als politieagent "Pet"
- 1998: Matki, żony i kochanki, als tennisser Piotr Rafalik
- 1998: Demony wojny według Goi, als Biniek
- 1998: Amok, als makelaar
- 1998: 13 posterunek, als Święty Mikołaj
- 1997: Przystań, als Rafał, vriend van Jan
- 1997: Gniew, als Paweł
- 1996: Ucieczka, als Gyula Molnar
- 1996: Słodko gorzki, als Adam, vriend van de broer van "Mata"
- 1996: Deszczowy żołnierz, als Jerzy, man van Anna
- 1995: Za co?, als Józef Migurski
- 1995: Gnoje, als Czesiek
- 1995: Ekstradycja, als Wiesiek Cyrk
- 1995: Daleko od siebie, als Marcin Borowski
- 1994: Wyliczanka, als Adam, vader van Artur
- 1994: Psy 2: Ostatnia krew, als Radosław Wolf
- 1994: Beyond Forgiveness, als politieagent Marty
- 1992: Psy, als Radosław Wolf, wapenhandelaar; in het voorfilmpje wordt onderstreept: Elegant
- 1992: Enak, als jonge journalist
- 1991: Panny i Wdowy, als pastoor Bradecki, in ballingschap in Siberië
- 1991-1992: Kim był Joe Luis, als Maciek, vriend van Joe
- 1991: 30 door key, als Kopyrda
- 1991: 3 dni bez wyroku, als Adam Niedzicki "Mruk"
- 1990: Ucieczka z kina "Wolność", als Krzysztof, partner van de ex-vrouw van de censureerder
- 1990: Napoleon, als schrijver van Napoleon; hij komt niet voor het voorfilmpje
- 1989: Stan posiadania, als Tomasz
- 1989: Ostatni dzwonek, als Jackowski
- 1989: Lawa, als Gustaw – Konrad
- 1986: Złota mahmudia, als visser Mitko
- 1984: Dzień czwarty, als opstandeling

## Poolse voice-overs
- 2019: The Lion King, als Scar
- 2017: Paddington 2, als Paddington
- 2016: The Jungle Book, als Akela
- 2015: Tomorrowland, als Frank Walker
- 2015: Paddington, als Paddington
- 2014: Mr. Peabody & Sherman, als mr. Peabody
- 2012: Madagaskar 3, als leeuw Alex
- 2010: Merry Madagascar, als leeuw Alex
- 2008: Madagascar: Escape 2 Africa, als leeuw Alex
- 2007: Enchanted, als Robert
- 2007: Don Chichot, als Don Chichot
- 2005: Jan Paweł II, als vriend
- 2005: Karol. Een mens die paus werd, als Hans Frank
- 2005: Madagascar, als leeuw Alex
- 2000: De weg naar El Dorado, als Tulio
- 1973: Robin Hood, als Robin Hood

## Prijzen
- 1989 – Viareggio (MFF) "Platinium Award" voor beste acteur voor de film Stan posiadania
- 1990 – Nagroda Szefa Kinematografii voor filmproducties op het gebied van speelfilms voor de film Lawa
- 1991 – Festival Poolse Speelfilms (FPFF) in Gdynia, nominatie voor de prijs voor mannelijke hoofdrol voor de film 3 dni bez wyroku ("3 dagen zonder vonnis")
- 1992 – Zbigniew Cybulski-prijs
- 2001 – Prijs "Telekamera 2001" in de categorie acteurs (prijs van de lezers van de tv-gids Tele Tydzień)
- 2002 – Prijs "Telekamera 2002" in de categorie acteur (prijs van de lezers van de tv-gids Tele Tydzień)
- 2002 – Prijs "Telemaska" voor beste televisie- en theateracteur van het seizoen 2001-2002
- 2003 – Prijs "Telekamera 2003" in de categorie acteur (prijs van de lezers van de tv-gids Tele Tydzień)
- 2003 – Prijs "Telemaska" voor de beste televisie- en theateracteur van het seizoen 2002-2003
- 2003 – Stefan Treugutta-prijs voor zijn prestaties in het theaterstuk Edward II
- 2003 – Prijs Viva Allermooiste toegekend door de lezers van het tijdschrift Viva!
- 2004 – Prijs "Złota Telekamera" (gouden telecamera) (prijs van de lezers van de tv-gids Tele Tydzień)
- 2005 – Gouden Kruis van Verdienste[10][11]
- 2010 – Prijs Wiktory 2009 voor populairste televisieacteur
- 2011 – Prijs "Telekamera 2011" voor de televisieserie Ojciec Mateusz, waarin hij de mannelijke hoofdrol speelt